# Plymouth Superbird
Plymouth Superbird byl americký sportovní automobil, který vyráběla automobilka Plymouth v roce 1970 v Detroitu v Michiganu. Celkem vyrobila 1920 kusů. Vůz byl první americkým vozem, jehož aerodynamika byla zkoumána na počítači. Plymouth Superbird byl připraven pro závody NASCAR.

## Popis

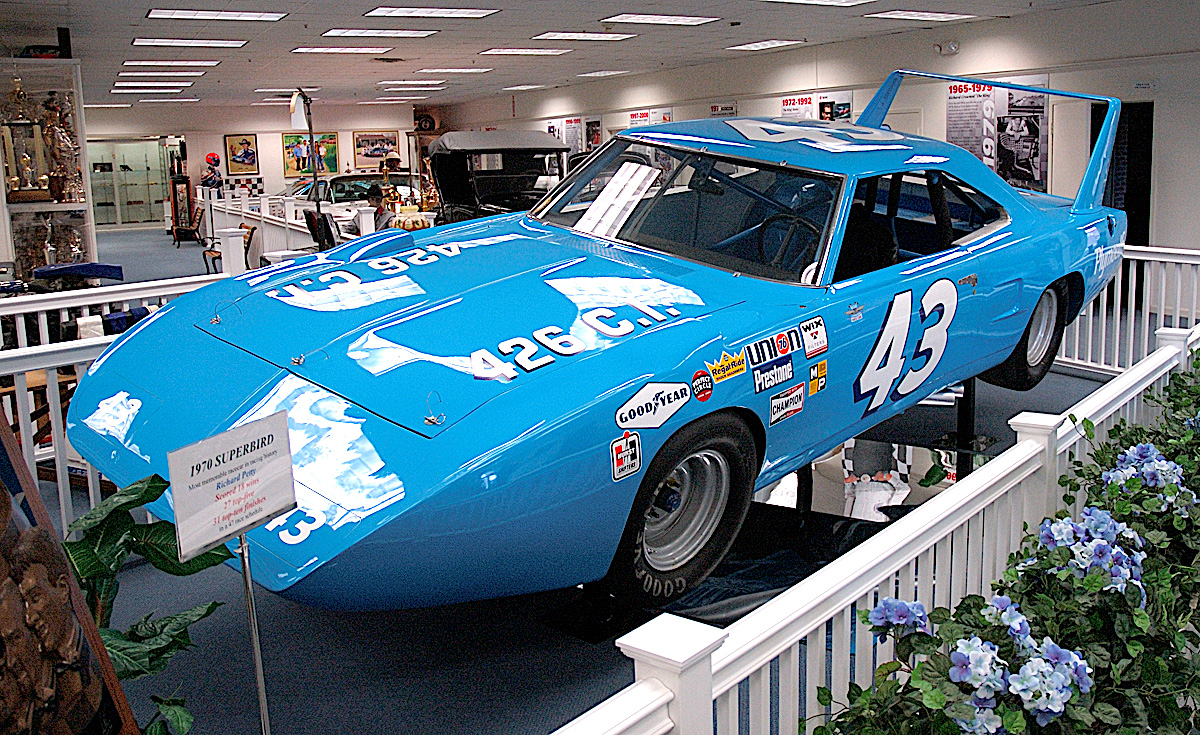
vůz Richarda Pettyho

Byl postaven na základě vozu Plymouth Road Runner, se kterým sdílel i karoserii – dvoudveřové kupé. Oproti tomu byl ale delší, protože měl speciální aerodynamickou přední partii z plastických materiálů. Charakteristickým prvkem bylo velké zadní přítlačné křídlo, které převyšovalo úroveň víka zavazadlového prostoru o 640 mm. Většinu Superbirdů poháněla verze vidlicového osmiválcového motoru SuperCommando s objemem 7,2 l a výkonem 280 kW. Převodovka byla buď mechanická čtyřstupňová, anebo byl vůz vybaven automatickou převodovkou TorqueFlite. Na zvláštní objednávku se dodávala verze s výkonem 291 kW a špičková sedmilitrová „hemi“ verze (s polokulovým spalovacím prostorem v hlavách válců.), která dávala výkon 317 kW. Silniční vozy uměly jezdit rychlostí 225 km/h, kdežto ty, které byly vytvářeny pouze pro závodní okruhy a měly pouze polokulovité spalovací prostory, jezdily zhruba o 80 km/h rychleji.

## Zajímavosti
Plymouth Superbird se objevil také v kresleném filmu Auta jako "filmová postava" King.